# 서부밤색쥐
서부밤색쥐(Pseudomys nanus)는 쥐과에 속하는 설치류의 일종이다. 오스트레일리아 북부와 인근 여러 섬의 토착종으로 주로 퀸즐랜드주와 노던준주에서 널리 발견된다.

## 생태
서부밤색쥐는 초원과 모래흙 위의 유칼립투스 숲에서 서식한다. 야행성 동물로 낮 동안에 주로 풀로 된 둥지에서 시간을 보낸다. 먹이는 주로 토착 풀과 씨앗으로 이루어져 있다. 번식은 대개 우기철 동안에 이루어지지만 좋아하는 조건에 따라 연중 번식을 하기도 한다. 암컷은 임신 기간 22~24일 이후에 3~5마리의 새끼를 낳는다. 완전히 성장하면 몸무게가 약 70g이 되고 평균 몸길이는 10cm 정도이다.
1999년 연구에 의하면, 서부밤색쥐는 먹지 않고도 운동 이후에 글리코겐을 회복하는 데 뛰어난 능력을 갖고 있다.